# 佐世城
佐世城（させじょう）は、島根県雲南市大東町佐世にあった日本の城。戦国大名・尼子氏の家臣佐世氏の城。

## 歴史
佐世・金剛山は佐世氏の拠点で、いつごろ築城したかはっきりしていないが、佐世を支配管理し、また外敵に備えるのにも立地条件がよく、古くから城砦があった。
佐世氏が成長するに至ったのは応仁の乱以後と思われ、6代佐世為徳以降に築城されたものと思われる。
現佐世城の近くに出城として小木戸城があり、為徳が築城したという。
小木戸城は佐世城以前に佐世の本城であったといわれ、佐世城は後年佐世清宗が築城移転したともいわれる。
8代佐世清宗は尼子御家老衆のうち、宇山飛弾守に次ぐ重臣で備後内12万石を領していた。
永禄8年（1565年）、月山富田城の戦いの際には清宗は月山富田城での守備に就き、佐世城の留守は佐世元嘉が守備していた。
父清宗が富田在陣中に毛利氏に攻められたが、元嘉は毛利方と適切な対応をして、流血する事無く処理しえたという。
また別説には永禄8年以前にすでに落城していたという説もある。

## 構造
佐世・金剛山は北東向きで凸字型をなし頂は高く突出している。この山頂に城櫓があったものと思われる。山の南側は平地になっており、そこは佐世氏の屋敷跡であったといわれる。さらにその麓は平野となり佐世川が流れている。この辺りには佐世氏の家臣が住み侍屋敷が多かったという。鍛冶もあり、金屋子神を祭る祠が残っている。
城の南方細長く小高いところに馬乗馬場があった。